# Adinolepis
Adinolepis es un género de escarabajos de la familia  Cupedidae.

## Especies
- Adinolepis apodema
- Adinolepis eumana
- Adinolepis mathesonae
- Adinolepis youanga